# Trachelas niger
Trachelas niger är en spindelart som beskrevs av Cândido Firmino de Mello-Leitão 1922. 
Trachelas niger ingår i släktet Trachelas och familjen flinkspindlar. Inga underarter finns listade i Catalogue of Life.